# Fendeuse de bûche
Ne doit pas être confondu avec Fendeur de bois.

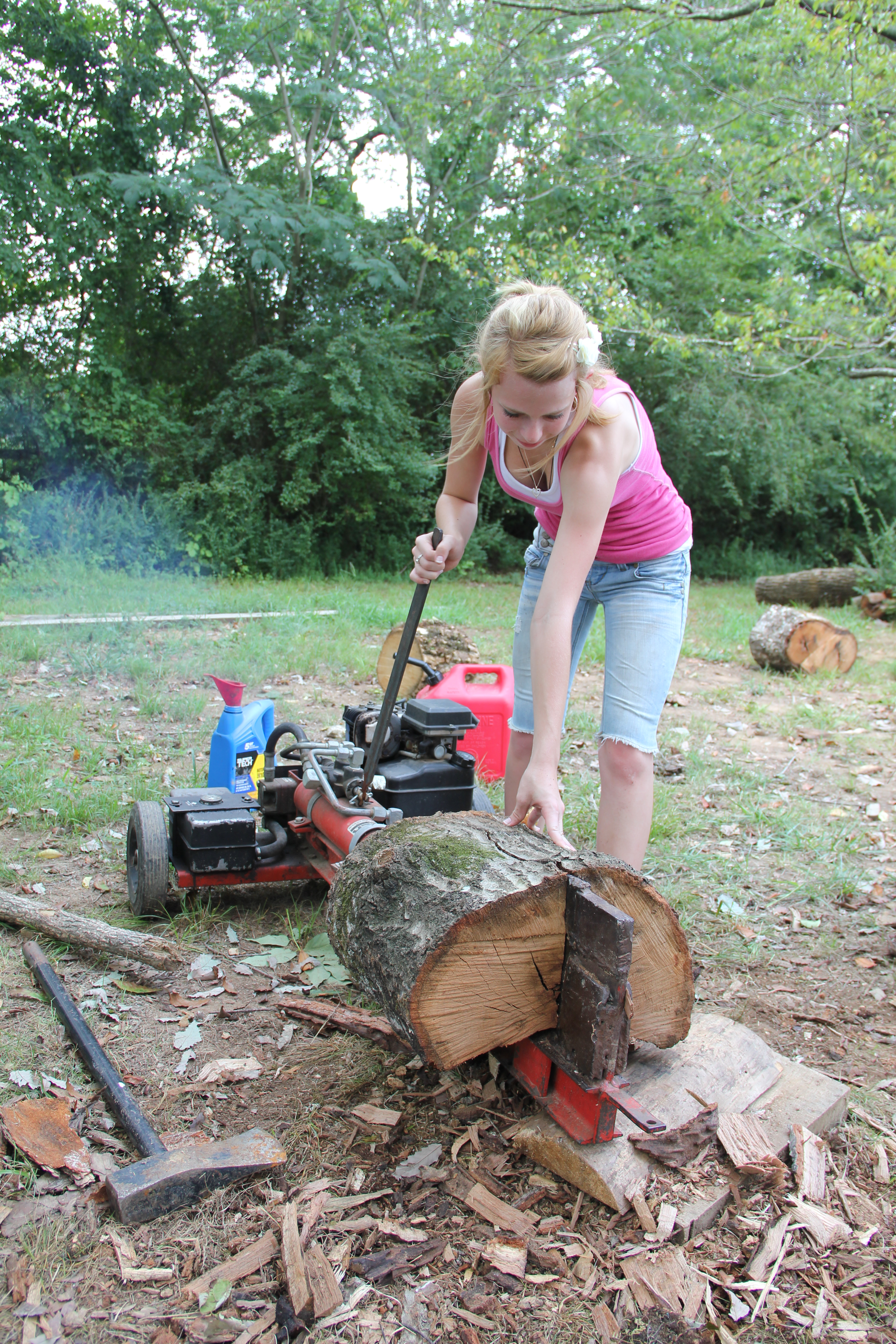
Femme utilisant une fendeuse à bois à essence pour fendre du bois de chauffage.

Une fendeuse de bûches est une pièce de machinerie ou d'équipement utilisée pour fendre du bois de chauffage de grumes de résineux ou de feuillus préalablement coupé en sections (rondes), généralement à la scie à chaîne ou sur un banc de scie.  De nombreuses fendeuses de bûches sont constituées d’un ensemble tige-piston hydraulique ou électrique, qui est souvent évalué en fonction de la force qu’il peut générer.  Plus la valeur nominale de la force est élevée, plus l'épaisseur ou la longueur des bûches pouvant être fendues est grande.  La fendeuse de bûches est composée des quatre principaux composants hydrauliques. 
La plupart des modèles de fendeuses de bûches à usage domestique ont une capacité nominale d'environ 10 tonnes, mais les modèles hydrauliques professionnels peuvent exercer une force de 30 tonnes ou plus.  Il existe également des fendeuses de bûches manuelles, qui utilisent un effet de levier mécanique pour forcer les bûches à travers une lame tranchante; et les types à vis ou " tire-bouchon " qui sont entraînés directement à partir de la prise de force d'un tracteur agricole où la fendeuse est montée sur l'attelage à trois points. 

## Source d'énergie

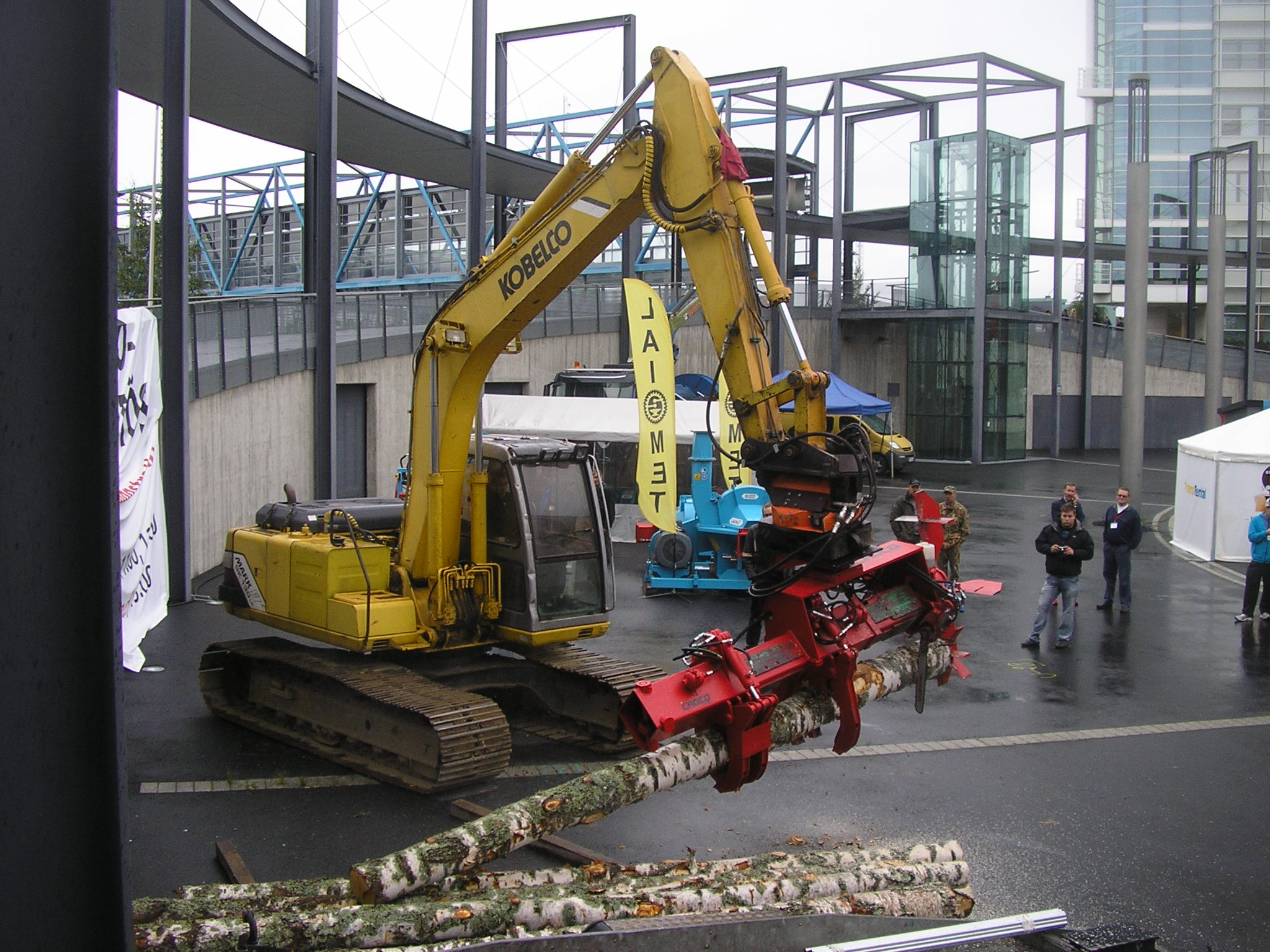
Fendeuse à bois Croco attachée à une excavatrice Kobelco à Jyväskylä, en Finlande.

Une fendeuse à bois simple peut être alimentée par un moteur électrique entraînant une pompe hydraulique ou par un moteur à essence ou diesel avec ou sans tracteur.  Les versions non électriques peuvent être utilisées de manière délocalisée, la fendeuse pouvant être déplacé à l'emplacement de la source de bois coupé.  Les grumes fendus peuvent ensuite être chargés dans des camions, des remorques ou des sacs en vrac . 
Quelle que soit la source d'alimentation utilisée, une fendeuse de bûches utilise un piston hydraulique pour entraîner la bille à travers une lame fixe ou un mandrin à vis en forme de cône rotatif qui tire la bûche sur une cale.  Certains modèles ont des pièces jointes qui empêchent les journaux divisés de tomber au sol, permettant à l'opérateur de les repositionner rapidement pour un second passage sur le fendeur de journaux.  Certains fendeuses à cône ou à vis sont montées sur des plates-formes en acier montées sur une articulation à 3 points qui permet de scinder la bûche de manière répétée en morceaux plus petits sans refaire le bois. 

## Usages
Bien que les fendeuses de bois de chauffage plus petites soient destinées à la maison, il existe maintenant de nombreuses unités commerciales disponibles.  Certaines fendeuses commerciales font partie d'un « transformateur de bois de chauffage » qui scie des rondins de bois, les fend  puis transporte le bois sur un convoyeur incliné pour le placer dans un sac, un camion ou une remorque.  Les producteurs spécialisés, comme ceux qui produisent du sirop d'érable, utilisent des unités qui divisent en longueurs de 4 pieds.  Les machines qui divisent et taillent en pointe le bois pour les poteaux de clôture existent également, bien qu’elles soient peu nombreuses car il est généralement plus sûr et plus pratique de scier les poteaux. 
L'augmentation du coût du gazole de chauffage domestique a réveillé le désir de sources alternatives de combustible et la combustion du bois est neutre en carbone.  Les poêles à bois modernes sont efficaces et sûrs.  De nombreux consommateurs qui n'auraient pas envisagé de fendre leurs propres bûches il y a quelques années brûlent maintenant du bois comme combustible, à la fois pour des raisons écologiques et économiques. 

## Sécurité
Bien qu'une bonne fendeuse à bois économise des heures de travail à l'opérateur, il n'est pas possible de la sécuriser complètement.  Seuls les adultes formés doivent utiliser une fendeuse de bûches, car tout ce qui se coincera entre la bûche et la lame de fendage sera soumis à une force d'au moins 10 tonnes.  La plupart des machines hydrauliques fonctionnent désormais à deux mains pour plus de sécurité, ce qui signifie que les deux mains de l'opérateur sont nécessaires pour actionner la fendeuse, les maintenant ainsi à l'écart de la lame en mouvement. 
Comme le comportement de chaque bûche est imprévisible, une zone de sécurité devrait être établie autour de la fendeuse pour éviter les blessures causées par des éclats de bois volants.  Les assistants peuvent ramasser les différents morceaux de bois de chauffage, mais ne doivent pas se tenir près de la fendeuse de bûches pendant son fonctionnement. 